# Ebbe Lundgaard
Ebbe Lundgaard (ur. 25 sierpnia 1944 w Nykøbing Sjælland, zm. 24 marca 2009 w Slots Bjergby) – duński polityk, nauczyciel i samorządowiec, w latach 1996–1998 minister kultury.

## Życiorys
Studiował filologię angielską, duńską i niemiecką na Uniwersytecie Kopenhaskim, uzyskując w 1972 magisterium. Pracował jako nauczyciel, był dyrektorem szkół Skælskør Folkehøjskole (1978–1992) i Brandbjerg Højskole (1992–1996). Działał w socjalliberalnej partii Det Radikale Venstre, w latach 1986–2007 był członkiem jej władz krajowych. Zasiadał w radzie miasta Skælskør (1990–1992) i w radzie okręgu Vejle Amt (1994–1996). W 1993 przez kilka miesięcy wykonywał obowiązki zastępcy poselskiego w Folketingecie.
Od grudnia 1996 do marca 1998 sprawował urząd ministra kultury w trzecim rządzie Poula Nyrupa Rasmussena. W latach 1998–2008 przewodniczył FDB, organizacji spółdzielczej w branży spożywczej. W 2007 przeszedł z Det Radikale Venstre do Nowego Sojuszu, jednak już w 2008 powrócił do poprzedniego ugrupowania.